# Livet efter dig (roman)
Livet efter dig (engelska: Me Before You) är en kärleksroman skriven av Jojo Moyes, som gavs ut för allra första gången i Storbritannien den 5 januari 2012. Boken har efter sin utgivning hunnit få två stycken uppföljare, vilket är Arvet efter dig (After You, 2015) och En andra chans (Still Me, 2018). En filmatisering av boken med samma namn, med regi gjord av Thea Sharrock och med Emilia Clarke och Sam Claflin i huvudrollerna, släpptes år 2016.
Boken blev en bästsäljare och hyllades för sitt känslomässiga djup, även om den också har fått kritik – särskilt från vissa inom funktionsrättsrörelsen – för hur den framställer den ena huvudpersonen Will Traynor och hans beslut om att avsluta sitt liv genom assisterat självmord.

## Handling
Boken kretsar kring den färgstarka och något osäkra unga kvinnan Louisa "Lou" Clark, som börjar jobba som personlig assistent åt den tidigare så framgångsrika affärsmannen Will Traynor, som efter en svår och tragisk olycka, har blivit förlamad från bröstet och nedåt. Will är bitter och desillusionerad över sin nya livssituation, medan Lou är fast besluten att försöka liva upp hans tillvaro. När hon får veta att Will planerar att avsluta sitt liv genom assisterat självmord inom ett halvår, gör hon det till sitt mål att övertyga honom om att livet fortfarande är värt att leva.